# Корт-сквер — 23-я улица (Нью-Йоркское метро)
Корт-сквер — 23-я улица (англ. Court Square) — пересадочный узел Нью-Йоркского метро около одноимённой площади в Куинсе.
В пересадочный узел входят станции следующих линий:
- линия Кросстаун, Ай-эн-ди,
- линия Куинс-бульвара, Ай-эн-ди,
- линия Флашинг, Ай-ар-ти.

На станциях пересадочного узла останавливаются маршруты:
- 7, E, G (круглосуточно),
- <7> (в часы пик в пиковом направлении),
- M (в будни днём и вечером).

16 декабря 2001 года было увеличено количество маршрутов по Queens Boulevard Line, из-за чего конечной G в будни стала Court Square. Чтобы компенсировать G в Куинсе, был открыт платный переход на станцию линии IRT Flushing Line.
3 июня 2011 года был открыт бесплатный переход между IRT Flushing Line и Crosstown Line, а обе станции этих линий переименованы в Court Square. Третья станция пересадочного узла (IND Queens Boulevard Line) была переименована несколько иначе — в Court Square — 23rd Street.

## Платформы линии Флашинг, Ай-ар-ти
|   |   |   |   |
| · | · | · | · |

|   |   |   |   |
| · | · | · | · |

«Корт-сквер» (англ. Court Square) — станция Нью-Йоркского метрополитена, расположенная на линии Флашинг, Ай-ар-ти.  На станции останавливаются маршруты 7 (круглосуточно) и <7> (в часы пик в пиковом направлении). Станция имеет эстакадное расположение и представляет собой две боковых платформы, обслуживающие 2 пути. Эта станция открыта раньше двух других станций пересадочного узла — 5 ноября 1916 года.
Стены обеих платформ окрашены в бежевый цвет, навес и колонны — в коричневый. Таблички с названиями станции традиционно располагаются на столбах и имеют чёрный фон и белые надписи.
Здание станции имеет также эстакадное расположение и находится с южного конца платформ. Там находится турникетный павильон и зал ожидания. Существует лишь один выход в город — западный. Раньше существовал ещё и восточный выход, но в июне 2011 года он был переоборудован под новый переход на IND Crosstown Line.

## Платформа линии Кросстаун, Ай-эн-ди
|   |   |   |   |
| · | · | · | · |

|   |   |   |   |
| · | · | · | · |

«Корт-сквер» (англ. Court Square) — станция Нью-Йоркского метрополитена, расположенная на линии Кросстаун, Ай-эн-ди.  На станции останавливается маршрут G (круглосуточно). Станция является северной конечной для него.
К северу от станции линия сливается с линией Куинс-бульвара, однако движение поездов по этому соединению было прекращено 19 апреля 2010 года.
Станция открыта 19 августа 1933 года и представляет собой единственную островную платформу и два пути. Сейчас эти пути являются оборотными для поездов G. Стены на станции оформлены зелёной линией с чёрным контуром. Станция снабжена двумя рядами колонн, также окрашенных в зелёный. Название станции традиционно на чёрных табличках на колоннах, а также на стенах.
Также станция увенчана мезонином, на который с платформы ведут три лестницы. Оттуда осуществляется доступ к другим станциям пересадочного узла, а также выход на улицу.

## Платформы линии Куинс-бульвара, Ай-эн-ди
|   |   |   |   |
| · | · | · | · |

|   |   |   |   |
| · | · | · | · |

«Корт-сквер — 23-я улица» (англ. Court Square–23rd Street) — станция Нью-Йоркского метрополитена, расположенная на линии Куинс-бульвара, Ай-эн-ди.  На станции останавливаются маршруты E (круглосуточно) и M (в будни днём и вечером). Станция расположена под 44-й драйв, между 21-й и 23-й улицами и представляет собой две боковые платформы, обслуживающие два пути. Станция является самой западной на этой линии в Куинсе. Станция открыта 28 августа 1939 года, через шесть лет после открытия первой очереди линии IND Queens Boulevard Line, под названием 23rd Street — Ely Avenue.
Станция отделана в бордовых тонах — эту окраску имеют колонны, а также линии на стенах.
С платформы имеется три выхода. Круглосуточно работает лишь северный вестибюль. Имеется переход на соседнюю станцию линии IND Crosstown Line (а оттуда на IRT Flushing Line). Тоннель достаточно длинный.

## Соседние станции
| Условные обозначения |
| для дней и часов работы маршрутов (более точно указано во всплывающих подсказках при этих обозначениях): |
| --- |
| круглосуточно круглосуточно, кроме ночи круглосуточно, кроме будней днём (либо часов пик) в пиковом направлении в будни днём (и, возможно, вечером) в будни круглосуточно в часы пик в будни днём (либо в часы пик) в пиковом направлении в будни днём (либо в часы пик) в направлении, обратном пиковому в выходные ночью ночью и в выходные (и, возможно, вечером) нет движения поездов |

| Предыдущая станция          | ЛинияНазвание станции                                  | Следующая станция                     |
| --------------------------- | ------------------------------------------------------ | ------------------------------------- |
| Куинсборо-Плаза · (7 <7>)   | линия Флашинг, Ай-ар-ти Корт-сквер                     | Хантерс-Пойнт-авеню · (7 <7>)         |
| Куинс-Плаза (нет сообщения) | линия Кросстаун, Ай-эн-ди Корт-сквер                   | 21-я улица · (G)                      |
| Куинс-Плаза · (E M)         | линия Куинс-бульвара, Ай-эн-ди Корт-сквер — 23-я улица | Лексингтон-авеню — 53-я улица · (E M) |